# Кривонос Юрій Георгійович
Юрій Георгійович Кривонос (12 квітня 1939, Дебальцеве — 12 лютого 2017, Київ) — академік НАН України, доктор фізико-математичних наук, Заслужений діяч науки і техніки (2000), лауреат Державної премії Української РСР в галузі науки і техніки (1988), лауреат премії імені В. М. Глушкова НАН України, премії премії НАН України імені В. С. Михалєвича (2012) та премії НАН України імені А. О. Дородніцина (2016), нагороджений орденами «Знак пошани» (1986), «За заслуги» III ступеня (2007) та медалями, а також відзнакою НАН України за наукові досягнення (2007). Заступник директора з наукової роботи Інституту Кібернетики імені В. М. Глушкова (1996—2017).

## Біографія
Народився 12 квітня 1939 року в м. Дебальцеве Донецької області. Закінчив середню школу (1956) в м. П'ятихатки Дніпропетровської області; Київський електромеханічний технікум залізничного транспорту (1959); проходив службу в лавах Радянської Армії (1959—1962). В 1967 році закінчив механіко-математичний факультет Дніпропетровського державного університету і з того часу безперервно працював в Інституті кібернетики імені В. М. Глушкова Національної академії наук України.
В 1967—1996 р.р. пройшов шлях від інженера до старшого наукового співробітника Інституту кібернетики імені В. М. Глушкова НАН України: кандидат фізико-математичних наук (1972), доктор фізико-математичних наук (1993), член-кореспондент НАН України (2000), академік НАН України за спеціальністю комп'ютерні технології(обрано 04.02.2009). Вчений секретар інституту (1977—1996), а з 1996 року займав посаду заступника директора з наукової роботи Інституту кібернетики імені В. М. Глушкова НАН України.
Професор (за сумісництвом) кафедри інформатики факультету інформатики Національного університету «Києво-Могилянська академія».
Ю. Г. Кривонос був заступником голови спеціалізованої ради із захисту дисертацій, заступником головного редактора журналу «Проблемы управления и информатики», відповідальним редактором наукового збірника «Теория оптимальных решений», членом редколегії міжнародного журналу «Informatics Control Measurement in Control and Environment Protection» тощо, співголовою та членом програмних комітетів багатьох міжнародних конференцій. Неодноразово очолював делегацію НАН України на Всесвітній виставці комп'ютерних технологій CeBIT.

## Наукова діяльність
Кривонос Ю. Г. — автор понад 200 наукових праць, в тому числі 14 монографій, 15 патентів і авторських свідоцтв. Працював над дослідженнями в галузі математичного моделювання та інформаційних комп'ютерних технологій. За його безпосередньої участі розроблено оригінальні методи послідовної ідентифікації математичних моделей хвильових і швидкоплинних фізичних та технологічних процесів, на основі яких розв'язано прикладні задачі розрахунку системи керування рівновагою плазмового шнура, індукційного утримання великих мас рідкого металу, диспергування металів за допомогою електроімпульсного розряду у воді тощо.
Під його керівництвом розроблено методи проектування та технологічний інструментарій створення розподілених інформаційних технологій для комплексної автоматизації діяльності територіально-розподілених об'єктів. Він науковий керівник по розробці ряду інформаційних технологій: підтримки діяльності Фонду соціального страхування з тимчасової втрати працездатності України; підтримки діловодства Верховного Суду України (система «КАРС»); підтримки діяльності букмекерської компанії; створено типову інформаційно-аналітичну систему забезпечення процедури закупівлі товарів, робіт і послуг за державні кошти; розпізнавання рукописних математичних текстів; стиснення графічних зображень засобами адаптивних фрактальних структур та нейромереж. створено засоби комп'ютерного озвучення текстів українською мовою на основі конкатенативного сегментивного синтезу; розроблено інформаційну технологію для української жестової мови; розроблено віртуальну систему «голова, що говорить»; розроблені засоби аналізу й синтезу емоційних станів людини; розроблені засоби автоматизації стенографування голосової мовної інформації; створено засоби розпізнавання ультразвукової ехоінформації та математичних рукописних текстів..